# Keyite
La keyite è un minerale.